# ドンカスター

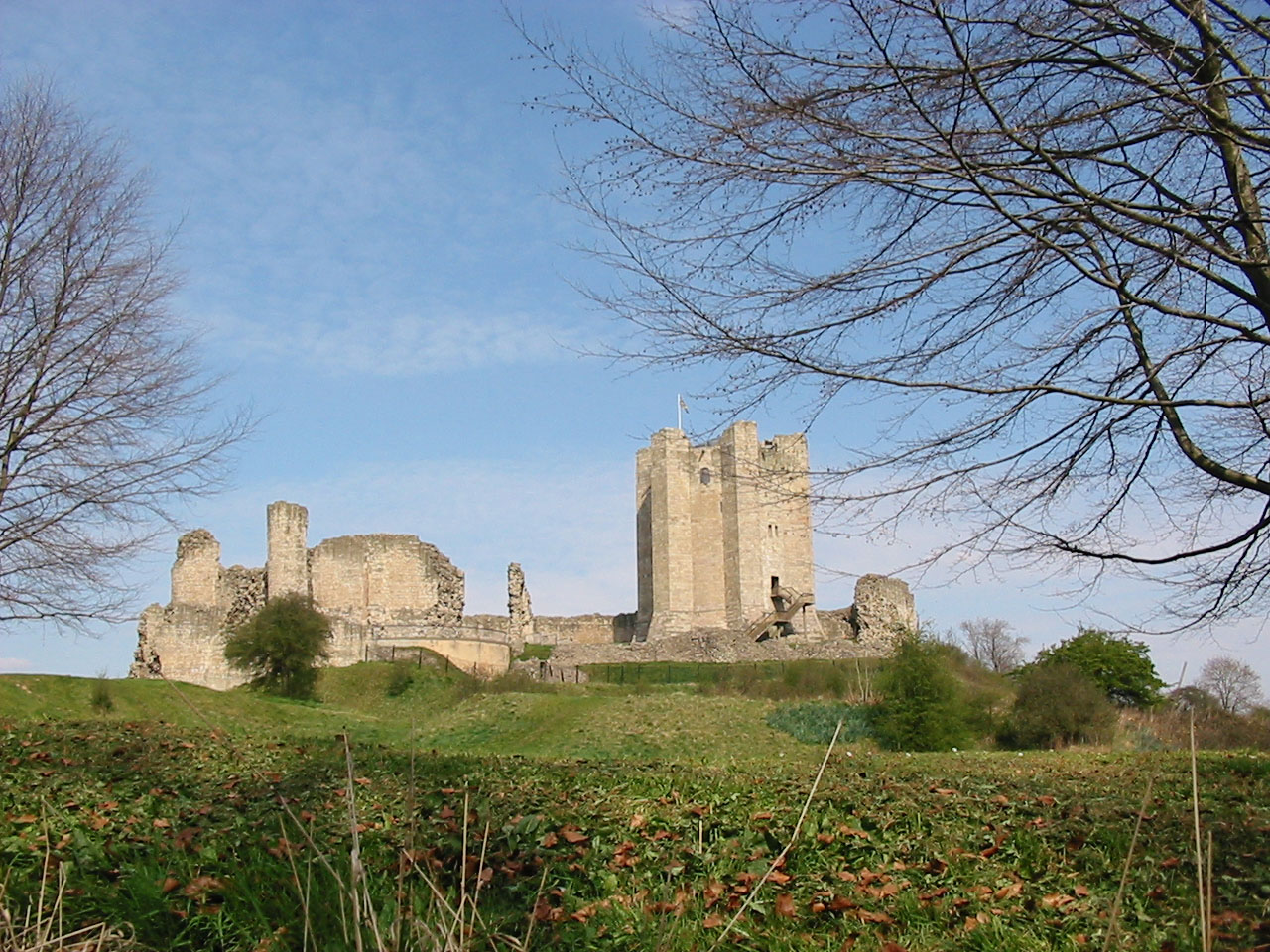
12世紀の城址。現在はイングリッシュ・ヘリテッジが管理

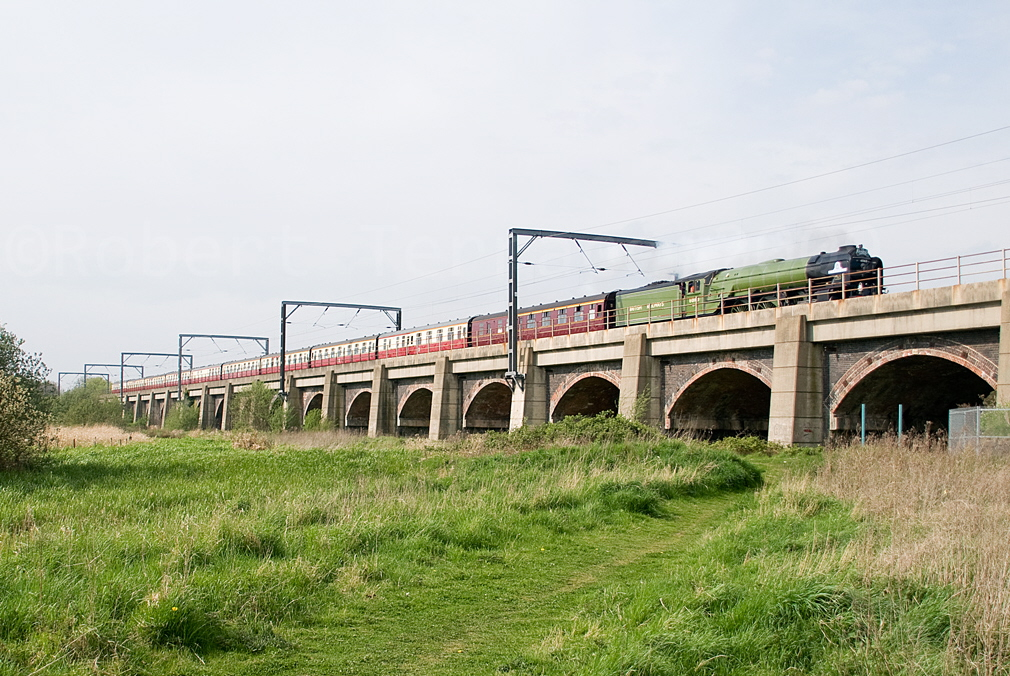
トップ・ギアの企画でドンカスター近郊にあるBawtry橋を渡るA1形蒸気機関車60163号機「トルネード」（出身者のJ・クラークソンが運転助士を担当している)

ドンカスター（Doncaster）は、イングランド中北部サウス・ヨークシャー州の都市。人口は約30万人（2011年）。ドン川のほとりに1世紀に建造されたローマの砦 (Caer Daun) に由来する。歴史的には1595年から競馬が開催されたドンカスター競馬場が有名である。現在でも競馬が盛んであり、英国で最も古いクラシック競走であるセントレジャーステークス、世界で最も古い競走であるドンカスターカップ等が開催される。このほか、ドンカスター・カレッジや国際輸送ターミナルが立地する。デジタル回路の設計に必要なブール代数を考案したジョージ・ブールはドンカスター出身である。

## スポーツ
プロサッカークラブのドンカスター・ローヴァーズFCが本拠地を置く。

## ドンカスター出身の著名人
- ケビン・キーガン：サッカー選手
- ダイアナ・リグ：女優
- トニー・クリスティ：歌手（郊外の出身)
- ジョン・マクラフリン：ジャズ・ギタリスト
- ジェレミー・クラークソン：自動車ジャーナリスト
- ルイ・トムリンソン：ワン・ダイレクションのメンバー
- アルバート・ウォール：プロレスラー

## 姉妹都市
- 丹東市、中国
- アヴィオン、フランス
- ヘルテン、ドイツ
- グリヴィツェ、ポーランド
- ウィルミントン、アメリカ
- シャルゴータルヤーン、ハンガリー